# Montreux Volley Masters 2011
Il Monterux Volley Masters di pallavolo femminile 2011 si è svolto dal 7 al 12 giugno 2011 a Montreux, in Svizzera. Al torneo hanno partecipato 8 squadre nazionali e la vittoria finale è andata per la prima volta al Giappone.

## Gironi
| Girone A                       | Girone B                         |
| ------------------------------ | -------------------------------- |
| Cina Germania Perù Stati Uniti | Cuba Giappone Italia Paesi Bassi |

## Fase finale

### Finali 1º e 3º posto
|  | Semifinali  | Semifinali  | Semifinali |      |          | Finale 1º/2º posto | Finale 1º/2º posto | Finale 1º/2º posto |  |
|  |             |             |            |      |          |                    |                    |                    |  |
|  | Cina        | Cina        | 0          |      |          |                    |                    |                    |  |
|  | Cina        | Cina        | 0          |      |          |                    |                    |                    |  |
|  | Giappone    | Giappone    | 3          |      |          |                    |                    |                    |  |
|  | Giappone    | Giappone    | 3          |      | Giappone | Giappone           | 3                  |                    |  |
|  |             |             |            |      | Giappone | Giappone           | 3                  |                    |  |
|  |             |             | Cuba       | Cuba | 0        |                    |                    |                    |  |
|  | Cuba        | Cuba        | Cuba       | Cuba | 0        | 3                  |                    |                    |  |
|  | Cuba        | Cuba        |            |      |          | 3                  |                    |                    |  |
|  | Stati Uniti | Stati Uniti | 1          |      |          | Finale 3º/4º posto | Finale 3º/4º posto | Finale 3º/4º posto |  |
|  | Stati Uniti | Stati Uniti | 1          |      |          |                    |                    |                    |  |
|  |             |             |            |      |          |                    |                    |                    |  |
|  |             |             |            |      |          | Cina               | Cina               | 3                  |  |
|  |             |             |            |      |          | Cina               | Cina               | 3                  |  |
|  |             |             |            |      |          | Stati Uniti        | Stati Uniti        | 1                  |  |

### Finale 5º posto
|  | Semifinali  | Semifinali  | Semifinali  |             |          | Finale   | Finale | Finale |  |
|  |             |             |             |             |          |          |        |        |  |
|  | Germania    | Germania    | 3           |             |          |          |        |        |  |
|  | Germania    | Germania    | 3           |             |          |          |        |        |  |
|  | Italia      | Italia      | 1           |             |          |          |        |        |  |
|  | Italia      | Italia      | 1           |             | Germania | Germania | 1      |        |  |
|  |             |             |             |             | Germania | Germania | 1      |        |  |
|  |             |             | Paesi Bassi | Paesi Bassi | 3        |          |        |        |  |
|  | Paesi Bassi | Paesi Bassi | Paesi Bassi | Paesi Bassi | 3        | 3        |        |        |  |
|  | Paesi Bassi | Paesi Bassi |             |             |          |          |        |        |  |
|  | Perù        | Perù        | 1           |             |          |          |        |        |  |

## Podio

### Campione
Formazione: 2 Hitomi Nakamichi, 5 Ai Ōtomo, 6 Ayano Nakaoji, 8 Makoto Matsuura, 9 Mizuho Ishida, 10 Nana Iwasaka, 11 Erika Araki, 12 Kotoki Zayasu, 13 Risa Shinnabe, 14 Yukiko Ebata, 15 Maiko Kanō, 16 Saori Sakoda, 18 Yuki Ishii, 19 Kanari Hamaguchi, CT: Masayoshi Manabe

### Secondo posto
Formazione: 1 Wilma Salas, 2 Yanelis Santos, 3 Alena Rojas, 4 Yoana Palacio, 6 Daimara Lescay, 8 Emily Borrel, 10 Ana Cleger, 11 Liannes Castañeda, 13 Rosanna Giel, 14 Kenia Carcaces, 15 Yusidey Silié, 19 Jennifer Álvarez, CT: Juan Carlos Gala

### Terzo posto
Formazione: 1 Wang Yimei, 2 Yang Mi, 3 Yang Jie, 4 Hui Ruoqi, 6 Yin Na, 7 Zhang Xian, 8 Wei Qiuyue, 9 Yang Junjing, 10 Shan Danna, 11 Xu Yunli, 13 Yang Zhou, 15 Ma Yunwen, 16 Qiu Yanan, 18 Fan Linlin, CT: Yu Juemin

## Classifica finale
| Classifica | Squadre     |
| ---------- | ----------- |
|            | Giappone    |
|            | Cuba        |
|            | Cina        |
| 4          | Stati Uniti |
| 5          | Paesi Bassi |
| 6          | Germania    |
| 7          | Italia      |
| 7          | Perù        |